# Nevroglija
Nevroglija (tudi samo glija) je živčno oporno tkivo, ki ga sestavljajo različne vrste nevroglijskih celic. V živčevju imajo oporno vlogo, preskrbujejo nevrone s hranili, vzdržujejo homeostazo, tvorijo mielin in s tem omogočajo izolacijo pri prevajanju impulzov, ščitijo živčevje pred okužbami in poškodbami ter se tudi aktivno vključujejo v nastajanje sinaps in modulacijo prenosa signalov v sinapsah. Nevroglija, predvsem specializirane radialne glialne celice, so izjemno pomembne tudi pri razvoju možganov, saj ustvarijo poti, po katerih na novo nastale živčne celice migrirajo na pravo mesto, ter podlago, po kateri rastejo novi živčni končiči oz. aksoni.
Nevroglija je vpletena v mnoge bolezenske procese, kot so poškodba hrbtenjače, amiotrofična lateralna skleroza, multipla skleroza in depresija.
V človeški možganovini je 10 do 50-krat več nevroglijskih celic kot nevronov. V možganski skorji so prisotni večinoma oligodendrociti (75,6 %), potem astrociti (17,3 %), najmanj pa mikroglijske celice (6,5 %). Tako glialne kot tudi živčne celice izvirajo iz embrionalne zarodne plasti, imenovane nevroektoderm; izjema predstavljajo mikroglialne celice, ki so del imunskega sistema in vstopijo v možgane preko obtočil med zgodnjim razvojem osebka. Glialne celice so evolucijsko konzervirane, kar pomeni, da se v takšni ali drugačni obliki pojavljajo tako v preprostejših organizmih, kot so nevretenčarji, kot tudi v evolucijsko naprednejših organizmi, kot je človek. Zdi se, da je količina glialnih celic v živčevju sorazmerna z velikostjo organizma: pri vinski mušici predstavljajo glialne celice okoli 25 % živčevja, medtem ko na drugi strani pri slonu predstavljajo do 97 % možganov.
Nevroglijo je leta 1856 med iskanjem vezivnega tkiva v možganih odkril Rudolf Virchow, nemški patolog.

## Vrste nevroglijskih celic

### Mikroglija
Mikroglijske celice so specializirani makrofagi, ki so sposobne gibanja in fagocitoze ter na ta način ščitijo živčne celice osrednjega živčevja, poleg tega pa so tudi antigen predstavitvene celice ter sodelujejo pri odstranjevanju napačnih sinaptičnih povezav. Mikroglija predstavlja okoli 15 odstotkov vseh celic osrednjega živčnega sistema, nahajajo pa se tako v sivi kot tudi beli možganovini.
V primerjavi z makroglijo so mikroglijske celice manjše in zvezdaste oblike. Jedra so po navadi majhna in okrogla, kar nakazuje na neaktivnost celice, lahko pa so podolgovata, kar nakazuje na aktivnost celice.

### Makroglija

#### Centralna makroglija
Centralna makroglija je glija v osrednjem živčevju, h kateri spadajo ependimske celice, astrociti in oligodendroglijske celice.

##### Astrociti
Astrociti so najbolj razprostranjena vrsta glijskih celic v osrednjem živčevju. So zvezdaste oblike. Uravnavajo okolje živčnih celic z odstranjevanjem ionov (zlasti kalija), iz okolice sinaps pa odstranjujejo živčne prenašalce, kot sta glutamat in gama-aminomaslena kislina (GABA). Astrociti so tudi pomembni gradniki krvno-možganske pregrade (latinsko membrana limitans gliae perivascularis) ter vplivajo na vazokonstrikcijo in vazodilatacijo kapilar s sproščanjem arahidonske kisline, katere presnovki so vazoaktivni. Tako se npr. glede na povečano aktivnost živčnih celic astrociti odzovejo tako, da povečajo pretok krvi, s tem pa se poveča dotok kisika in glukoze na mesto potrebe.
Na površini so prisotni receptorji za aminokisline (npr. GABA), peptide (npr. natriuretični hormon in angiotenzin II) in kateholamine, zaradi česar so se sposobni odzvati na ustrezne dražljaje. Med posameznimi celicami astrocitov se nahajajo presledkovni stiki, po katerih poteka neposredna komunikacija med celicami.
Zadnje raziskave so pokazale, da med živčnimi celicami in astrociti poteka obojestranska komunikacija. Posamezen astrocit s svojimi številnimi izrastki obdaja več tisoč sinaps, ki jih tvorijo različne živčne celice. To pomeni, da sinapso sestavlja še tretji element, tj. konec izrastka astrocita; takšen stik imenujemo tripartitna sinapsa. Na izrastkih astrocitov se nahaja mnogo istih receptorjev za živčne prenašalce kot pri živčnih celicah, zato sproščanje prenašalcev iz presinaptične membrane sproži hkratno signalno kaskado v astrocitih, posredovano s kalcijem, posledično pa pride do sproščanja nevroaktivnih substanc, kot je ATP, v sinapso. Astrociti tako ojačajo ali zavrejo prenos signala v sinapsi, poleg tega pa s sproščanjem določenih beljakovin uravnavajo nastanek sinaps, funkcijo presinaptične membrane ter odziv postsinaptične membrane živčnih celic.
V splošnem obstajata dve vrsti astrocitov: protoplazemski in vlaknati (fibrilarni) astrociti. Obe vrsti celic imata podobne funkcije, a se morfološko razlikujeta. Protoplazemski astrociti imajo kratke, debelejše in zelo razvejane izrastke in se nahajajo zlasti v sivi možganovini. Vlaknati astrociti imajo daljše, tanjše in manj razvejane izrastke in so prisotni predvsem v beli substanci.

##### Oligodendrociti
Oligodendrociti so glijske celice, ki obdajajo aksone živčnih celic v osrednjem živčevju in tvorijo mielinske ovojnice. Mielin predstavlja električni izolator, ki omogoča hitrejše prevajanje električnih impulzov po nevronih. Glede na jedro so podobni limfocitom in je okroglo z gosto kromatinsko strukturo.

##### Ependimske celice
Ependimske celice so izo- do visokoprizmatske celice, ki obdajajo možganske ventrikle in centralni kanal hrbtenjače. Pomagajo pri cirkulaciji možgansko-hrbtenjačne tekočine. S pomočjo tesnih stikov tvorijo t. i. krvno-likvorsko pregrado, ki preprečuje proteinom in drugim večjim molekulam vstop v možgansko-hrbtenjačno tekočino.

#### Periferna nevroglija
Nevroglijske celice v obkrajnem živčevju, kamor prištevamo Schwannove celice in amficite.

##### Schwannove celice
Schwannove celice ali nevrolemske celice imajo podobno vlogo v obkrajnem živčevju kot oligodendrociti v osrednjem živčevju. Obdajajo aksone perifernih nevronov. Sposobne so tvoriti mielinsko ovojnico, poleg tega pa izkazujejo tudi fagocitno aktivnost.

##### Amficiti
Amficiti, trofociti, plaščne ali satelitske celice so majhne glijske celice, ki obdajajo površino perifernih nevronov in pomagajo vzdrževati ustrezno kemično okolje.